# روبرت ألدريش
روبرت ألدريش (بالإنجليزية: Robert Aldrich)‏ هو مؤرخ أسترالي، ولد في 28 يوليو 1954 في نيويورك في الولايات المتحدة.